# Клейніт
Клейніт — рідкісний мінерал, знайдений лише у Сполучених Штатах та Німеччині, який зустрічається в гідротермальних родовищах ртуті. Він зустрічається разом з кальцитом, гіпсом та (рідко) баритом або каломелем. Його колір може варіюватися від блідо-жовтого/канарково-жовтого до помаранчевого, він прозорий або напівпрозорий. Як світлочутливий мінерал, його забарвлення темніє під впливом світла.
Була висунута гіпотеза, що клейніт утворився в результаті «реакції кіноварі з окисленою метеорною водою», причому ця реакція є джерелом азоту клейніту.

## Інтернет-ресурси
- Вікісховище має мультимедійні дані за темою: Клейніт